# 姚懿格
姚懿格（1996年4月30日—），辽宁锦州人，中国游泳运动员。

## 生平
2012年，姚懿格代表中国出戰英國倫敦舉行的奥林匹克运动会游泳比賽女子200米背泳賽事。